# Świat Holly
Świat Holly (ang. Holly's World) – amerykański program typu reality show wyemitowany po raz pierwszy na kanale E! w ostatnim kwartale 2009 roku (premiera miała miejsce 6 grudnia '09).
Po rozstaniu z Hugh Hefnerem Holly wyrusza do Las Vegas by tam ułożyć sobie życie. Postanawia rozpocząć karierę w mieście hazardu i przyjmuje rolę w rewii Peepshow. Towarzyszy jej trójka przyjaciół.

## Występują
- Holly Madison – amerykańska modelka, była dziewczyna Hugh Hefnera. Występowała w programie Króliczki Playboya.
- Josh Strickland – piosenkarz i aktor z Kalifornii. Wcielał się w rolę Tarzana występując na Broadwayu.
- Angel Porrino – osobista asystentka a zarazem najlepsza przyjaciółka Holly.
- Laura Croft – amerykańska modelka, została Playmate lipca 2008[1].

## Odcinki

### Pilot
6 grudnia 2009 wyemitowano godzinny odcinek, który był wprowadzeniem do show.

### Sezon 1
Premierowy odcinek programu, który wyemitowano 13 czerwca 2010 obejrzało 1.897 miliona widzów. Oglądalność kolejnych odcinków kształtowała się na podobnym poziomie, największą widownię ze wszystkich epizodów zgromadził ostatni, który obejrzało 2.224 miliona widzów.
| N/o | Tytuł odcinka             | Polski tytuł           | Premiera amerykańska | Opis odcinka |
| --- | ------------------------- | ---------------------- | -------------------- | --- |
| 1   | Opening a Cancun of Worms | Awantura w Meksyku     | 13 czerwca 2010      | Podczas sesji zdjęciowej Holly w Meksyku Joyce oskarża Angel, że jest niekompetentna i zachowuje się nieprofesjonalnie.                               |
| 2   | Better Date Than Never    | Randka w ciemno        | 20 czerwca 2010      | Angel, Josh i Laura umawiają Holly na randkę w ciemno z facetem, który ich zdaniem jest idealnym mężczyzną. Holly dzieli się doświadczeniami z matką. |
| 3   | A Housewarming Divided    | Oblewanie mieszkania   | 27 czerwca 2010      | Josh, Angel i Laura organizują szaloną imprezę w nowym domu Holly. Kończy się tym, że Holly musi wystąpić w roli rozjemcy między Joshem i Angel.      |
| 4   | It Takes Balls            | Poważne decyzje        | 5 lipca 2010         | Holly musi wystąpić publicznie i zwraca się o pomoc do swojej przyjaciółki Kendry. Tymczasem Angel wyprowadza się z rodzinnego domu.                  |
| 5   | Road Trippin'             | Odlotowa wyprawa       | 11 lipca 2010        | Holly i Josh oraz Bridget Marquardt i jej chłopak Nick wyruszają w pełną przygód podróż z Los Angeles do Vegas. Angel odbywa karne lekcje jazdy.      |
| 6   | Breast Intentions         | Życiowa szansa         | 18 lipca 2010        | Holly organizuje największą na świecie imprezę z okazji 21. urodzin Angel. Josh wraca do Las Vegas z miłą wiadomością.                                |
| 7   | Operation Angel           | Operacja 'Angel'       | 25 lipca 2010        | Josh znika do Nowego Jorku a Holly zastanawia się nad jego przyszłością w Vegas. Tymczasem Angel jedzie do Los Angeles na zabieg powiększenia piersi. |
| 8   | Careful What You Wish For | Ostrożnie z marzeniami | 1 sierpnia 2010      | Holly pomaga Angel rozwiązać problemy cielesnego ego. Organizuje dla niej największą na świecie imprezę z okazji 21. urodzin. Josh wraca do Vegas.    |